# ホワイト・アンド・マッカイ
ホワイト・アンド・マッカイ（Whyte and Mackay）は、スコッチウィスキーのブランドのひとつ。ブランドのシンボルは、2頭のライオン。
キーモルトはハイランドモルトのダルモア。主にハイランド、スペイサイドの原酒が使われている。ダブルマリッジと呼ばれる後熟を重視した製法に特徴がある。

## 概要
1844年、創業者のジェイムズ・ホワイトとチャールズ・マッカイの名から誕生。スコットランドのグラスゴーを拠点として規模を拡大し、スコッチウィスキーの大手に成長した。
2007年、インドのユナイテッド・ブリュワリーズの子会社がホワイト・アンド・マッカイを買収。伝統のダブルマリッジ製法を引き継ぎつつも、原酒の熟成年数を引き上げるなどリニューアルが図られた。日本では明治屋が輸入販売元であり、日本向けのボトルでは13年、19年、22年という他のメーカーと比べ変則的な熟成年数が表示されている。